# Metamizol

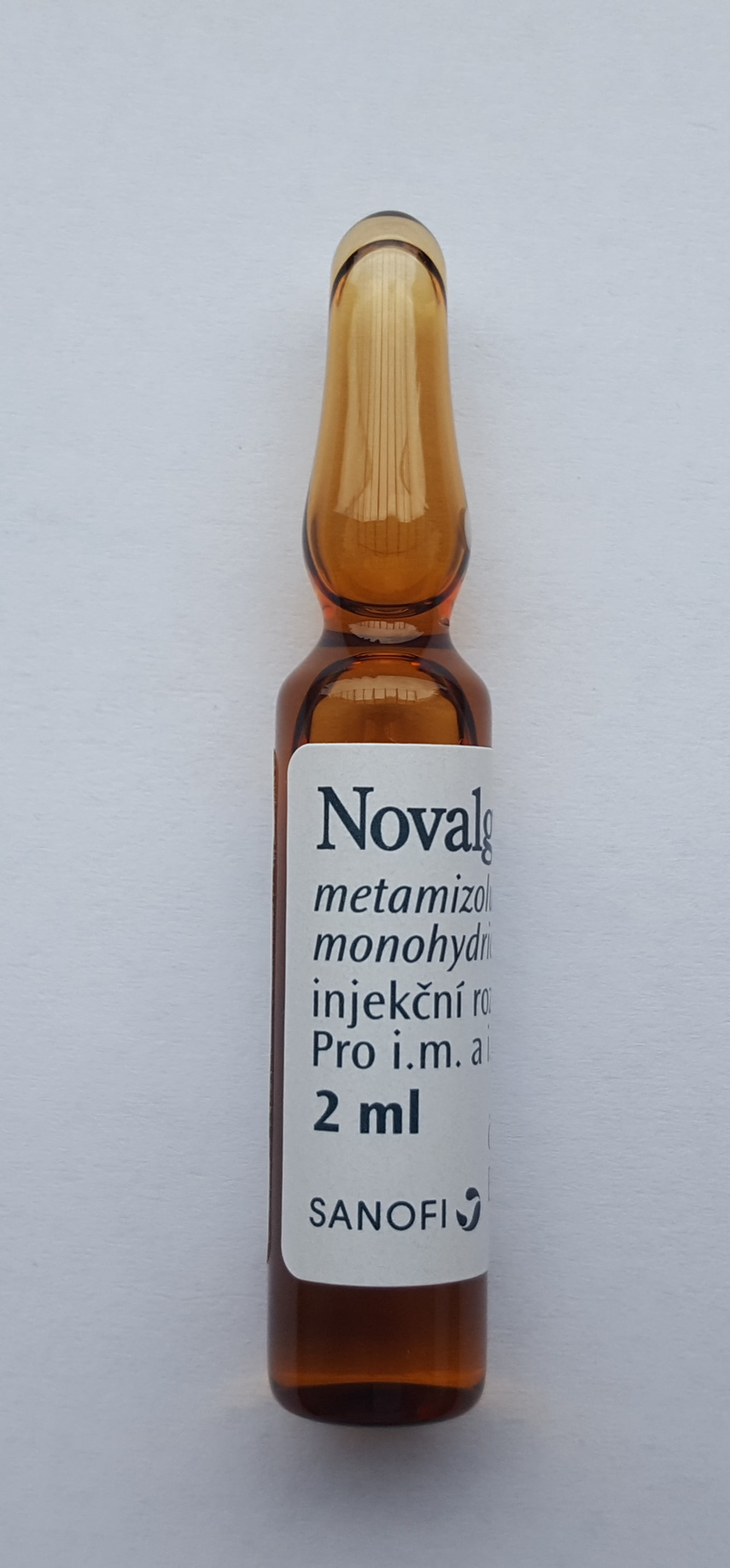
500mg/ml metamizolu v ampuli

Metamizol (mezinárodní nechráněný název, systematický název natrium-[(2-fenyl-1,5-dimethyl-3-oxo-2,3-dihydro-1H-pyrazol-4-yl)(methyl)amino]methansulfonát) je analgetikum, antipyretikum (látka ke snižování bolesti a snižování teploty) a také má spasmolytický účinek (tj. proti křečím hladkého svalstva). Vyrábí jej a prodává například Zentiva v rámci Algifenu (kde je smíchán s pitofenonem a fenpiveriniem), ale je vyráběn a prodáván i v rámci mnoha jiných značek pod různými jmény, například Novalgin. ATC kód je N02BB02. Poprvé jej vyrobila firma Hoechst v roce 1920 a už v roce 1922 byl vyráběn masově. Jeho dostupnost klesla v sedmdesátých létech dvacátého století, kdy se zjistilo, že může, byť s malou pravděpodobností, přispět k vzniku agranulocytózy. V některých zemích pak byl úplně zakázán (či povolen jen pro zvířata), v jiných je dostupný jen v lécích na předpis. Některé státy vedly k zákazu opakované výskyty anafylaktických šoků v souvislosti s jeho užíváním.